# York River
York River är ett vattendrag i Kanada.   Det ligger i provinsen Ontario, i den sydöstra delen av landet, 150 km väster om huvudstaden Ottawa. York River ligger vid sjön Negeek Lake.
I omgivningarna runt York River växer i huvudsak blandskog. Runt York River är det mycket glesbefolkat, med 2 invånare per kvadratkilometer.